# Meoneura inversa
Meoneura inversa är en tvåvingeart som beskrevs av Papp 1976. Meoneura inversa ingår i släktet Meoneura och familjen kadaverflugor.
Artens utbredningsområde är Mongoliet. Inga underarter finns listade i Catalogue of Life.